# Eiza González
Eiza González Reyna (Ciudad de México, 30 de enero de 1990) es una actriz y cantante mexicana. Es conocida principalmente por sus papeles como Lola Valente y Clara Molina en la series infantojuveniles Lola, érase una vez y Sueña conmigo, respectivamente. Posteriormente, interpretó el personaje de Nikki Brizz Balvanera en la telenovela Amores verdaderos. En 2014, logró gran reconocimiento internacional al interpretar a Santanico Pandemonium en la serie original de El Rey Network y Netflix From Dusk till Dawn: The Series, basada en la película del mismo nombre. Luego fue parte del elenco principal en la cinta de acción Baby Driver.

## Biografía y carrera

### 1990–2007: primeros años
Eiza González Reyna nació el 30 de enero de 1990 en Ciudad de México, siendo hija de la exmodelo mexicana Glenda Reyna y de Carlos González, quien murió en un accidente vial cuando ella tenía doce años de edad. González cita la muerte de su padre como una fuerte influencia en su carrera. Estudió en las academias Edron y American School Foundation, ambas ubicadas en Ciudad de México. En 2003, González estudió actuación en M&M Studios, una escuela de actuación en la Ciudad de México a cargo de la actriz Patricia Reyes Spíndola. A los 14 años fue aceptada en el centro de actuación de Televisa, el Centro de Educación Artística, en Ciudad de México, donde completó dos años de un curso de tres. González, mientras asistía a dicha institución, fue descubierta por el productor y director mexicano Pedro Damián, conocido por su éxito con la banda de pop latino RBD.

### 2007-2008:Lola, érase una vezy primeros trabajos

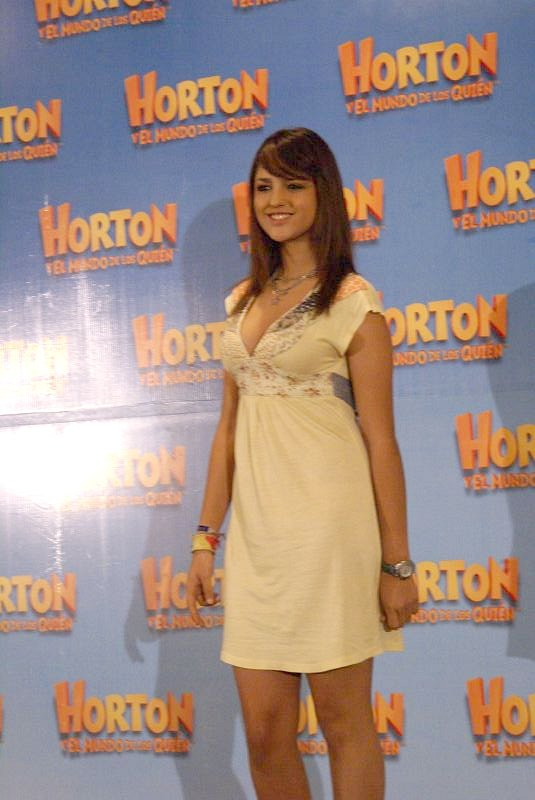
Eiza González en 2008.

En 2007, Pedro Damián lanzó una adaptación de la telenovela argentina Floricienta y eligió a González como la protagonista de la telenovela Lola, érase una vez. La telenovela comenzó a filmarse en 2006 y se estrenó el 26 de febrero de 2007 en México. Posteriormente se estrenó en varios países de América Latina y en Estados Unidos. En modo de promoción, González realizó una gira nacional en México, para interpretar canciones que cantó en la telenovela. Tras la finalización de Lola, érase una vez, González, acompañada de su madre, se trasladó a la ciudad de Nueva York para asistir a un breve curso de tres meses de clases en el Lee Strasberg Theatre and Film Institute.
En 2009, González fue elegida por Marisa Grinstein para participar en la segunda temporada de la serie de televisión Mujeres asesinas.

### 2010-2012:Sueña conmigoyAmores verdaderos
En enero de 2010, fue elegida como protagonista de la serie de televisión Sueña conmigo, interpretando el doble rol de Clara Molina y Roxy Pop. González se mudó a Buenos Aires, Argentina, durante un año para rodar la serie, que fue producida por Nickelodeon Latinoamérica, Illusions Studio y Televisa. El show se estrenó por primera vez el 23 de julio de 2010 por Nickelodeon.
En mayo de 2012, fue confirmada como la protagonista juvenil de la telenovela Amores verdaderos, como Nicole Brizz. Amores Verdaderos es una adaptación de la telenovela de TV Azteca Amor en custodia. Amores verdaderos marca la transición de González a su primer papel maduro en una telenovela. El rodaje de la telenovela comenzó el 23 de julio de 2012 en México. La telenovela se estrenó el 3 de septiembre de 2012. Después de finalizar su emisión en México, se estrenó en Latinoamérica, Europa y Medio Oriente, principalmente en cadenas de televisión locales en diferentes países del mundo, emitiéndose en Chile por Mega, en España por La 1, en Colombia por RCN Televisión, en Polonia por TV6, en Albania por Vizion Plus, en Georgia por Rustavi 2, entre otros canales.
En marzo de 2013, González participó en el filme mexicano Casi treinta, dirigido por Alejandro Sugich. Casi treinta marca el debut cinematográfico de González y se estrenó el 21 de julio de 2013. A finales de agosto del mismo año, se mudó a Los Ángeles, California, para proseguir con su carrera como actriz.

### 2013-presente: proyectos en Estados Unidos
En noviembre de 2013, fue anunciada como parte del reparto principal de la serie de televisión del productor Robert Rodriguez From Dusk till Dawn: The Series. González interpretó a Santanico Pandemonium, papel que fue interpretado por Salma Hayek en 1996 en la película del mismo nombre, dirigida por Robert Rodríguez. La serie fue producida por Rodríguez para el canal de televisión El Rey Network y Netflix. El rodaje de la serie inició en Austin, Texas, a finales de noviembre de 2013. La serie se estrenó el 11 de marzo de 2014.

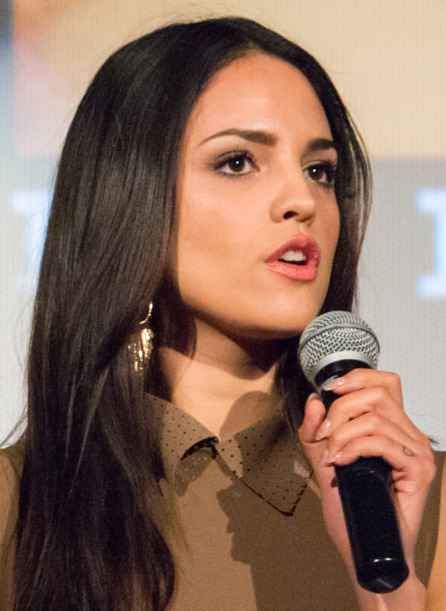
González, en 2015.

En 2014, González fue presentadora de los MTV Millennial Awards 2014 para MTV.
En 2017, fue elegida para protagonizar la película Baby Driver, actuando junto a Ansel Elgort, Kevin Spacey y Lily James, en el personaje de Darling. La película se estrenó el 28 de junio de 2017 y recibió aclamación de la crítica, logrando recaudar 121 millones de dólares en todo el mundo.
En febrero de 2018, fue presentadora en una categoría de la 90ª edición de los Premios Óscar. En abril de 2018, González comenzó el rodaje de la película de acción Alita: Battle Angel, interpretando el personaje de Nyssiana. La película fue producida por James Cameron y dirigida por Robert Rodriguez. La cinta está basada en el manga GUNNM, del Mangaka Yukito Kishiro, y fue estrenada el 14 de febrero de 2019.
En junio de 2018, fue escogida para interpretar el personaje de Caralala en la cinta cinematográfica Bienvenidos a Marwen, del director Robert Zemeckis.

## Carrera musical

### 2007-2011: inicios
La carrera musical de González comenzó en 2007 con la banda sonora de la serie de televisión Lola, érase una vez. La banda sonora del programa obtuvo la certificación de platino en México por la venta de más de 100 000 copias y el álbum logró posicionarse en la posición número dos dentro de los México Albums Top 100 y en la posición tres dentro del Latin Pop Albums de los Billboard, en Estados Unidos.
En 2009, González lanzó su primer álbum musical en solitario, Contracorriente, grabado entre la Ciudad de México, Houston y Los Ángeles. El álbum logró estar en las primeras posiciones de los México Top 100 Albums, Argentina Top 40 Albums y los Latin Pop Albums. El único sencillo del álbum, «Mi destino soy yo», se lanzó el 20 de octubre de 2009 en México. Para promocionar su álbum musical, González se presentó en varios festivales de música y conciertos en México. Asimismo, González ha participado en varias producciones musicales para películas, telenovelas y programas de televisión.

### 2011-2012:Te acordarás de mí
En junio de 2011, González comenzó a trabajar en su segundo álbum de estudio, Te acordarás de mí, donde participó como compositora. El álbum incluye una variada fusión de sonidos pop, pop latino, dance-pop, electro-pop y hula, con influencias folclóricas originarias de México como el mariachi. González terminó la producción de su segundo álbum a finales de 2011, siendo grabado entre la Ciudad de México, Houston y Santo Domingo.
El 16 de abril de 2012, lanzó su primer sencillo, «Te acordarás de mí». El segundo álbum de González, «Te acordarás de mí», fue lanzado el 12 de junio de 2012 en México y Estados Unidos a través de descarga digital y en formato físico. El 26 de junio de 2012, se lanzó en descarga digital el EP Te acordarás (Remixes). Este contiene la canción original «Te acordarás de mí» y tres remixes. El 17 de julio de 2012, fue lanzado a la venta en Estados Unidos. El sencillo fue coescrita por González, por la cantante y compositora Alejandra Alberti y por Carlos Lara. El álbum contiene 12 canciones, de las cuales González coescribió tres.«Te Acordarás de Mí» debutó en el número 66 en las listas mexicanas.

## Filmografía
| Año  | Título                                | Papel                                                      | Notas         |
| ---- | ------------------------------------- | ---------------------------------------------------------- | ------------- |
| 2008 | Dr. Seuss' Horton Hears a Who!        | Jessica Quilligan (doblaje al español para Hispanoamérica) |               |
| 2013 | Los Croods                            | Eep Crood (doblaje al español para Hispanoamérica)         |               |
| 2014 | Casi treinta                          | Cristina                                                   |               |
| 2015 | Jem y los Hologramas                  | Sheila "Jetta" Burns                                       |               |
| 2017 | Baby Driver                           | Monica "Darling" Costello                                  |               |
| 2018 | Bienvenidos a Marwen                  | Carlala                                                    |               |
| 2019 | Paradise Hills                        | Amarna                                                     |               |
| 2019 | Alita: Battle Angel                   | Nyssiana                                                   |               |
| 2019 | She's Missing                         | Jane                                                       |               |
| 2019 | Fast & Furious Presents: Hobbs & Shaw | Magarita / Madame M.                                       |               |
| 2020 | Bloodshot                             | Katie / KT                                                 |               |
| 2020 | Cut Throat City                       | Lucinda Valencia                                           |               |
| 2020 | Descuida, yo te cuido                 | Fran                                                       |               |
| 2021 | Godzilla vs. Kong                     | Maia Simmons                                               |               |
| 2021 | Spirit Untamed                        | Milagro Navarro-Prescott (papel de voz)                    |               |
| 2021 | Love Spreads                          | Patricia                                                   |               |
| 2022 | Ambulance                             | Camille Cam Thompson                                       |               |
| 2024 | The Ministry of Ungentlemanly Warfare | Marjorie Stewart                                           |               |
| 2025 | Ash                                   | Riya Ortiz                                                 | Posproducción |
| TBA  | Mike & Nick & Nick & Alice            |                                                            |               |

| Año       | Título                          | Papel                                           |
| --------- | ------------------------------- | ----------------------------------------------- |
| 2007–2008 | Lola, érase una vez             | Dolores "Lola" Pescador Valente                 |
| 2008–2009 | Una familia de tantas           | Gaby Chávez Salinas                             |
| 2009      | Mujeres asesinas                | Gabriela Ortega (1 capítulo)                    |
| 2010–2011 | Sueña conmigo                   | Clara Molina / Roxy Pop                         |
| 2012–2013 | Amores verdaderos               | Nicole "Nikki" Brizz Balvanera                  |
| 2014–2016 | From Dusk till Dawn: The Series | Santanico Pandemonium / Kisa                    |
| 2023      | Extrapolations                  | Elodie (capítulo: "2068: The Going Away Party") |
| 2024      | Mr. & Mrs. Smith                | Primera otra Jane (1 capítulo)                  |
| 2024      | El problema de los tres cuerpos | Augustina "Auggie" Salazar                      |
| 2024      | La Máquina                      | Irasema                                         |

| Año  | Título                 | Papel   |
| ---- | ---------------------- | ------- |
| 2012 | I Love Romeo y Julieta | Julieta |

| Año  | Título              | Papel                    | Artista           |
| ---- | ------------------- | ------------------------ | ----------------- |
| 2013 | Propuesta indecente | Joven rica               | Romeo Santos      |
| 2018 | Supplies            | Chica en el culto ritual | Justin Timberlake |

## Discografía

### Álbumes de estudio
| 2009                                                                    | Contracorriente - Lanzamiento: 24 de noviembre de 2009 (México) - Lanzamiento: 26 de enero de 2010 (Estados Unidos) - Discográfica: EMI Televisa Music                                | 13 | — | — | 25 |
| 2012                                                                    | Te acordarás de mí - Lanzamiento: 5 de junio de 2012 (Estados Unidos) - Lanzamiento: 12 de junio de 2012 (México y América Latina) - Discográfica: Capitol Latin y EMI Televisa Music | 66 | — | — | —  |
| "—" denota que no entraron en las listas o no se encuentran en ese país | |    |   |   |    |

### Banda sonoras
| 2007                                                                    | Lola, érase una vez (como 'Lola') - Lanzamiento: 27 de agosto de 2007 - Discográfica: EMI Music                                               | 2 | 9  | 3 | 17 | Platino + Oro 130 000 |
| 2010                                                                    | Sueña conmigo: la canción de tu vida (como 'Clara Molina/Roxy Pop') - Lanzamiento: 29 de noviembre de 2010 - Discográfica: EMI Televisa Music |   | 50 | — | —  | —                     |
| 2011                                                                    | Sueña conmigo 2: sigue soñando (como 'Clara Molina/Roxy Pop') - Lanzamiento: 5 de marzo de 2011 - Discográfica: EMI Televisa Music            |   | —  | — | —  | —                     |
| "—" denota que no entraron en las listas o no se encuentran en ese país | |   |    |   |    |                       |

### EPs
| Año  | Álbum                                                              |
| ---- | ------------------------------------------------------------------ |
| 2012 | Te acordarás de mí (Remixes) - EP - Discográfica: EMI Music México |

### Sencillos
| «Mi destino soy yo»                                                                                | 2009 | — | — | —  | Contracorriente    |
| «Te acordarás de mí»                                                                               | 2012 | — | — | 23 | Te acordarás de mí |
| «Invisible»                                                                                        | 2012 | — | — | —  | Te acordarás de mí |
| «—» indica que el sencillo no alcanzó posición alguna o certificación o no fue lanzado en el país. |      |   |   |    |                    |

### Sencillos para telenovelas
| 2007                                                                    | "Si me besas" | 8 | 26 | Lola, érase una vez |
| 2008                                                                    | "Masoquismo"  | 4 | 36 | Lola, érase una vez |
| "—" denota que no entraron en las listas o no se encuentran en ese país |               |   |    |                     |

## Premios y nominaciones
| Año  | Premio                       | Trabajo nominado                             | Categoría                                | Resultado |
| ---- | ---------------------------- | -------------------------------------------- | ---------------------------------------- | --------- |
| 2007 | Premios Oye!                 | Lola, érase una vez                          | Artista revelación                       | Nominada  |
| 2008 | Premios TV y Novelas         | Lola, érase una vez                          | Actriz revelación femenina               | Ganadora  |
| 2009 | Premio Lo Nuestro            | Lola, érase una vez                          | Solista o grupo revelación del año       | Ganadora  |
| 2011 | Kids Choice Awards México    | Sueña conmigo                                | Personaje femenino favorito de una serie | Nominada  |
| 2011 | Kids Choice Awards Argentina | Sueña conmigo                                | Mejor actriz                             | Nominada  |
| 2011 | Kids Choice Awards Argentina | Sueña conmigo                                | Revelación en TV                         | Ganadora  |
| 2011 | Meus Premios Nick            | Sueña conmigo                                | Mejor actriz                             | Nominada  |
| 2011 | Meus Premios Nick            | Sueña conmigo                                | Cabello Maluco                           | Nominada  |
| 2012 | Premios Juventud             | Eiza González                                | Mejores vestidos                         | Nominada  |
| 2012 | Latin Music Italian Awards   | "Te acordarás de mí"                         | Mejor álbum latino del año               | Nominada  |
| 2012 | Latin Music Italian Awards   | Eiza González                                | Artista Saga                             | Nominada  |
| 2012 | Latin Music Italian Awards   | "Te acordarás de mí"                         | Mejor vídeo latino femenino del año      | Nominada  |
| 2012 | Celebrity E!                 | Amores verdaderos                            | Celebridad del año                       | Nominada  |
| 2013 | Premios Juventud             | Amores verdaderos                            | Chica que me quita el sueño              | Nominada  |
| 2013 | Premios Juventud             | "Me puedes pedir lo que sea" (feat. Marconi) | Mejor tema de telenovas                  | Ganadora  |
| 2013 | MTV Millennial Awards        | Eiza González                                | Bizcocho del año                         | Nominada  |
| 2013 | Kids Choice Awards México    | Eiza González                                | Solista favorito                         | Ganadora  |
| 2013 | Kids Choice Awards México    | "Epp" en Los Croods                          | Doblaje favorito en película             | Ganadora  |
| 2013 | Premios People en Español    | Amores verdaderos                            | Mejor actriz                             | Nominada  |
| 2013 | Premios People en Español    | Amores verdaderos                            | Mejor pareja (con Sebastián Rulli)       | Nominada  |
| 2014 | Premios Fashion Police       | Eiza González                                | Mejor vestida del año                    | Nominada  |
| 2014 | MTV Millennial Awards        | Eiza González                                | Millennial + sexy                        | Ganadora  |
| 2014 | Kids Choice Awards México    | Eiza González                                | Fashionista favorita                     | Nominada  |
| 2014 | Kids Choice Awards México    | Eiza González                                | Selfie favorita                          | Nominada  |
| 2014 | Universal Awards             | Eiza González                                | Latina más ardiente                      | Nominada  |
| 2014 | Latin Music Italian Awards   | Eiza González                                | Mejor look                               | Nominada  |